# Човек от булеварда на Капуцините
Човекът от булеварда на капуцините (на руски: „Человек с бульвара Капуцинов“) е съветски игрален филм, комедиен уестърн на Алла Сурикова по сценарий на Едуард Акопов. Премиерата е на 23 юни 1987 г. в московското кино "Мир". 60 милиона зрители са гледали филма през годината на излизане. Предпоследната роля на Андрей Миронов в киното.

## Сюжет
Господин Фърст е филмов мисионер, който пристига в затънтеното градче Санта Каролина в Дивия запад на САЩ в началото на 20 век и започва да прожектира неми филми. Тук човешкият живот е евтин, а основните развлечения са пиянството, развратът и сбиванията. Фърст искрено вярва, че кинематографията може да превъзпита тези хора и наистина неговите прожекции в началото правят чудеса. Бандити и буйстващи пияници, впечатлени от произведенията на братя Люмиер и Чаплин, гледани на екрана, се прераждат и започват нов живот. Спрете да пиете, научете етикета! Сред зрителите са и жени, и индианци, което ясно показва, че киното е чуждо на предразсъдъците, основани на раса и пол. Сред публиката си Фърст намира любовта си — мис Даяна Литъл. 
Идилията не трае дълго. Фърст отива за сватбени подаръци и когато се връща установява, че господин Секънд, бизнесмен, е пристигнал в града с нов набор от филмови ленти. Той показва на публиката нискокачествени екшън филми, филми на ужасите и публиката бързо се връща в хаоса на разврата, насилието и пиянството. Но господин Фърст не губи надежда — на финала той отива по-далеч в прерията, където публиката го чака. Към него се присъединяват лидерът на бандитите Блек Джак (който е „…виновен, че никога не е срещал добър човек в живота си“) и Даяна Литъл.

## Снимачен екип

### Създатели
- Режисьор — Алла Сурикова
- Оператор — Григорий Беленкий
- Композитор — Генадий Гладков

### В ролите
- Андрей Миронов — мистър Джон Фест (Джони)
- Александра Яковлева — мис Даяна Литъл (изпята от Лариса Долина)
- Михаил Боярски — Блек Джек
- Олег Табаков — Хари МакКю, собственик на салона
- Николай Караченцов — Били Кинг
- Игор Кваша — пастор Адамс
- Олег Анофриев — трапер
- Борислав Брондуков — Денли
- Лев Дуров — гробар
- Наталия Крачковская — Кончита
- Юрий Медведев — каубой
- Спартак Мишулин — индиански вожд
- Наталия Фатеева — скуо, съпругата на вожда
- Халина Полских — Маги Томсън
- Семьон Фарада - Хю Томсън
- Антон Табаков - Боби
- Михаил Светин — фармацевт
- Алберт Филозов – мистър Секънд
- Леонид Ярмолник — Мартин, едноок каубой
- Юрий Думчев — индианец, син на Вожда
- Анатолий Калмиков — спътник в каретата на г-н Фърст
- Александър Иншаков

## Интересни факти
- Булевардът, за който става въпрос е парижкият „Булевард на капуцините“.
- Плакатът на филма пародира платното на Рафаело Санцио „Сикстинската Мадона“.